# Рахматуллаев, Гайбулло
Гайбулло Рахматуллаев (Рахматуллоев) (род. 1930 года) — бригадир слесарей Ленинабадского горнохимического комбината Министерства среднего машиностроения СССР. Герой Социалистического Труда (1970).

## Биография
Родился в с. Ява Ленинабадской области.
После окончания школы трудился в местном колхозе. Проходил срочную службу в Советской Армии, после которой возвратился в Таджикистан и стал работать в цехе № 1 Горно-химического комбината № 6 (с 1967 года — Ленинабадский горно-химический комбинат), который был сверхсекретным предприятием по добыче и переработке урановой руды. Первое время трудился подсобным рабочим, позднее назначен бригадиром слесарей механической службы цеха.
Применял в бригаде передовые методы работы, внёс несколько рационализаторских предложений, в результате чего бригада занимала передовые позиции в заводском социалистическом соревновании. В 1966 году был награждён знаком «Победитель социалистического соревнования».
В 1970 году бригада Гайбулло Рахматуллаева досрочно выполнила производственные задания Восьмой пятилетки (1965—1970). Указом Президиума Верховного Совета СССР с грифом «не подлежит опубликованию» от 10 ноября 1970 года удостоен звания Героя Социалистического Труда с вручением ордена Ленина и золотой медали Серп и Молот «за успешное выполнение специального задания правительства СССР по выпуску специальной продукции и внедрения передовой технологии».
Избирался депутатом городского Совета народных депутатов.
После выхода на пенсию проживал в Худжанде.